# James MacNabb
James Alexander MacNabb (Keighley, 26 de diciembre de 1901-Londres, 6 de abril de 1990) fue un deportista británico que compitió en remo. Participó en los Juegos Olímpicos de París 1924, obteniendo una medalla de oro en la prueba de cuatro sin timonel.

## Palmarés internacional
| Juegos Olímpicos | Juegos Olímpicos | Juegos Olímpicos | Juegos Olímpicos   |
| Año              | Lugar            | Medalla          | Prueba             |
| ---------------- | ---------------- | ---------------- | ------------------ |
| 1924             | París (Francia)  | Medalla de oro   | Cuatro sin timonel |